# Cefaly
De Cefaly is een uitwendige neurostimulator voor de schedel, bedoeld voor de behandeling en de preventie van migraine en hoofdpijnen.
Dit is een elektronisch apparaat dat elektrische impulsen opwekt. Deze impulsen zijn bedoeld om excitaties te ontketenen, dat wil zeggen actiepotentialen op de zenuwvezels, ofwel van de bovenste tak van de drielingzenuw (V1) via een elektrode op het oppervlak boven de oogkassen of van de grote achterhoofdszenuw van Arnold (C II) via een elektrode op het achterhoofd.

## Neurostimulatie
Neurostimulatie op schedelniveau wordt gewoonlijk toegepast door middel van implanteerbaar materiaal dat vergelijkbaar is met een pacemaker. Het belang van de Cefaly is dat deze uitwendig kan worden aangebracht, en er geen chirurgische ingreep voor noodzakelijk is, in tegenstelling tot de implanteerbare apparaten. Deze technologie van uitwendige neurostimulatie via de schedel is mogelijk geworden dankzij de grote specificiteit en nauwkeurigheid van de elektrische micro-impulsen die in staat zijn de prikkeling van de bedoelde zenuwvezels (axonen) te ontketenen zonder veel pijn in het beenvlies van de schedel te veroorzaken.